# Bat Ajin
Bat Ajin (hebrejsky בַּת עַיִן, doslova „Dcera pramenu“, též variace na biblické spojení Bavat Ajin neboli „Oční panenka“, v oficiálním přepisu do angličtiny Bat Ayin) je izraelská osada typu společná osada (jišuv kehilati) na Západním břehu Jordánu v distriktu Judea a Samaří a v Oblastní radě Guš Ecion.

## Geografie
Nachází se v nadmořské výšce 870 metrů v severní části Judska a v centrální části Judských hor. Bat Ajin leží cca 10 kilometrů jihozápadně od města Betlém, cca 18 kilometrů jihozápadně od historického jádra Jeruzalému a cca 55 kilometrů jihovýchodně od centra Tel Avivu. Osada Bat Ajin je na dopravní síť Západního břehu Jordánu napojena pomocí lokální silnice číslo 367, která probíhá východně od obce a která se pak dále na východě napojuje na silnici číslo 60 - hlavní severojižní tepnu Judska.
Bat Ajin je součástí územně kompaktního bloku izraelských sídel zvaného Guš Ecion, který je tvořen hustou sítí izraelských vesnic a měst. Uvnitř bloku se ale nacházejí i některé palestinské sídelní enklávy. Neblíže k Bat Ajin je to vesnice Jab'a.

## Dějiny
Bat Ajin byl založen v roce 1989. Leží v oblasti historického bloku Guš Ecion, který má tradici moderního židovského osídlení ještě z doby před vznikem současného státu Izrael. Samotná osada v této lokalitě ale vznikla až po dobytí Západního břehu Jordánu izraelskou armádou, tedy po roce 1967.
Nejdříve zde vznikla osada typu Nachal zvaná Nachal Curit (Nahal Tzurit), tedy kombinace vojenského a civilního osídlení. 27. října 1983 souhlasila izraelská vláda s její proměnou na ryze civilní. Výhledově měla umožnit usídlení 250 rodin s tím, že v 1. fázi se sem mělo nastěhovat 40 rodin. K faktickému vzniku civilní osady ale došlo až v květnu 1989. K založení došlo na den nezávislosti v roce 1989. První skupinu osadníků tvořilo sedm rodin.
Vesnice byla dříve pracovně nazývána Migdal Eder (podle stejnojmenné židovské osady existující v této oblasti krátce ve 20. letech 20. století - viz článek Kfar Ecion), Gadir, Eciona (Etziona) nebo Coref (Tzoref). Územní plán obce předpokládal výhledovou kapacitu 300 bytových jednotek. Byl ale realizován zatím jen zčásti. Zástavba obce má navíc nepravidelný, živelně rostlý charakter rozptýlených usedlostí. Část obyvatel se zabývá zemědělstvím. 

V obci působí ješiva (Bat Ajin Ješiva) ovlivněná chasidským směrem judaismu. Ženské náboženské vzdělávání zajišťuje zdejší midraša (Midrešet Be'erot Bat Ajin). Studenti místní ješivy bydlí na jihozápadním okraji obce v mobilních karavanech. Tato skupina obydlí pro studenty ješivy vznikla v červnu 2002 a bývá nazývána Bat Ajin-východ (Bat Ayin East). V lednu 1998 byla západně od stávající osady založena izolovaná skupina domů zvaná Ramat Coref (Ramat Tzoref) nebo Bat Ajin-západ. Podle pozdější vládní zprávy z doby okolo roku 2006 sestávala zástavba v Ramat Coref z 26 mobilních karavanů a žilo zde 20 rodin. Zpráva organizace Peace Now z roku 2007 uvádí pro Bat Ajin-západ 40 trvalých obyvatel.
Počátkem 21. století byla vesnice stejně jako téměř celá oblast Guš Ecion zahrnuta do projektované bezpečnostní bariéry, která má probíhat jižně od Bat Ajin. Podle stavu k roku 2008 sice tato bariéra ještě nebyla v tomto úseku postavena, ale její trasa již je definitivně stanovena.
2. dubna 2009 pronikl do obce palestinský terorista vyzbrojený sekerou, kterou zavraždil třináctiletého a poranil sedmiletého místního chlapce.

## Demografie
Obyvatelstvo Bat Ajin je v databázi rady Ješa popisováno jako nábožensky založené. Velkou část obyvatel tvoří takzvaní ba'alej tšuva (בעלי תשובה), tedy nově religiózní Židé.
Podle údajů z roku 2014 tvořili naprostou většinu obyvatel Židé (včetně statistické kategorie "ostatní", která zahrnuje nearabské obyvatele židovského původu ale bez formální příslušnosti k židovskému náboženství).
Jde o menší obec vesnického typu s dlouhodobě rostoucí populací. K 31. prosinci 2014 zde žilo 1196 lidí. Během roku 2014 populace stoupla o 0,8 %.
| Rok            | 1994 | 1995 | 1996 | 1997 | 1998 | 1999 | 2000 | 2001 | 2002 | 2003 | 2004 | 2005 | 2006 | 2007 | 2008 | 2009 | 2010 | 2011 | 2012 | 2013 | 2014 |
| -------------- | ---- | ---- | ---- | ---- | ---- | ---- | ---- | ---- | ---- | ---- | ---- | ---- | ---- | ---- | ---- | ---- | ---- | ---- | ---- | ---- | ---- |
| Počet obyvatel | 319  | 365  | 430  | 459  | 500  | 572  | 610  | 665  | 685  | 767  | 796  | 804  | 866  | 906  | 950  | 900  | 987  | 1034 | 1117 | 1186 | 1196 |